# Fluminense Football Club
El Fluminense Football Club, conocido popularmente como Fluminense, es un club polideportivo con sede en la ciudad de Río de Janeiro, Brasil. Fue fundado el 21 de julio de 1902 por Oscar Cox, un brasileño de origen británico. El acto fundacional se llevó a cabo en el caserón residencial de Horácio da Costa Santos, ubicado en la calle Rua Marquês de Abrantes, número 51. Participa en el Campeonato Brasileño de Serie A. Su nombre proviene del Latín Flūmen, cuyo significado es Río.
Establecido en el entonces barrio aristocrático de Las Laranjeiras, Fluminense fue forjado por los hijos de la elite carioca que había entrado en contacto con el fútbol durante sus estudios en Europa. En efecto, Oscar Cox introdujo el fútbol en Río de Janeiro después de concluir sus estudios en el Colegio de La Ville, en Lausana, Suiza, donde jugó y aprendió a disfrutar del fútbol. Su primer partido oficial se jugó contra el ahora extinto Río FC y terminó 8-0 para Fluminense. El primer logro futbolístico fue en 1906, cuando ganó su primer Campeonato Carioca, un campeonato regional de Brasil.
Fluminense disputa el Campeonato Brasileño de Serie A, donde obtuvo cuatro títulos: 1970, 1984, 2010 y 2012. También fue campeón de la Copa de Brasil de 2007 y de la Primera Liga de Brasil de 2016. Es el segundo equipo con mayor cantidad de títulos en el Campeonato Carioca, con 33 veces, y a su vez, fue el máximo campeón de dicha competencia desde su creación en 1906 hasta el año 2009, completando así una supremacía histórica en dicha competencia con 103 años como máximo campeón hasta que fue superado por Flamengo. También salió campeón en dos oportunidades del Torneo Río-São Paulo en 1957 y en 1960, la primera de manera invicta.
A nivel internacional obtuvo la Copa Internacional de Río en 1952, un antiguo campeonato intercontinental organizado por la CBD. Su mejor resultado en la Copa Libertadores de América fue el campeonato en el año 2023, ganando la final contra el Club Atlético Boca Juniors. Por su parte, su mayor logro en la Copa Sudamericana fue un subcampeonato en 2009, perdiendo la final en el estadio Maracaná contra Liga de Quito.
Fluminense forma parte de los 4 grandes de Río de Janeiro, junto a Flamengo, Botafogo y Vasco da Gama, quienes son sus archirrivales. Está considerado por los medios brasileños como uno de los clubes del selecto grupo denominado "Los Doce Grandes". La camiseta del Fluminense, es granate, verde y blanca a rayas verticales; por ello es apodado como Tricolor. Sin embargo, la primera camiseta que usarían en 1902 sería a dos colores: blanco y gris en partes iguales.
Originalmente jugaba en su estadio Estádio das Laranjeiras en el barrio homónimo, donde se fundó.
Actualmente disputa sus partidos más importantes en el Estadio Maracaná.

## Historia

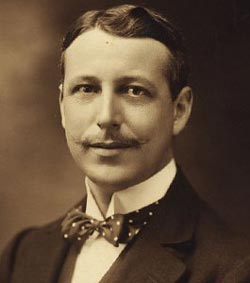
Oscar Cox, fundador del Fluminense.

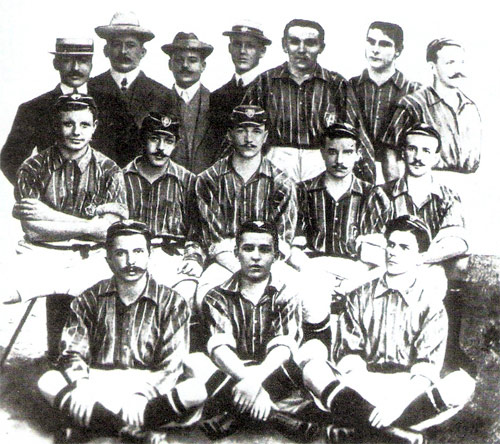
El equipo que ganó su primer Campeonato Carioca en 1906.

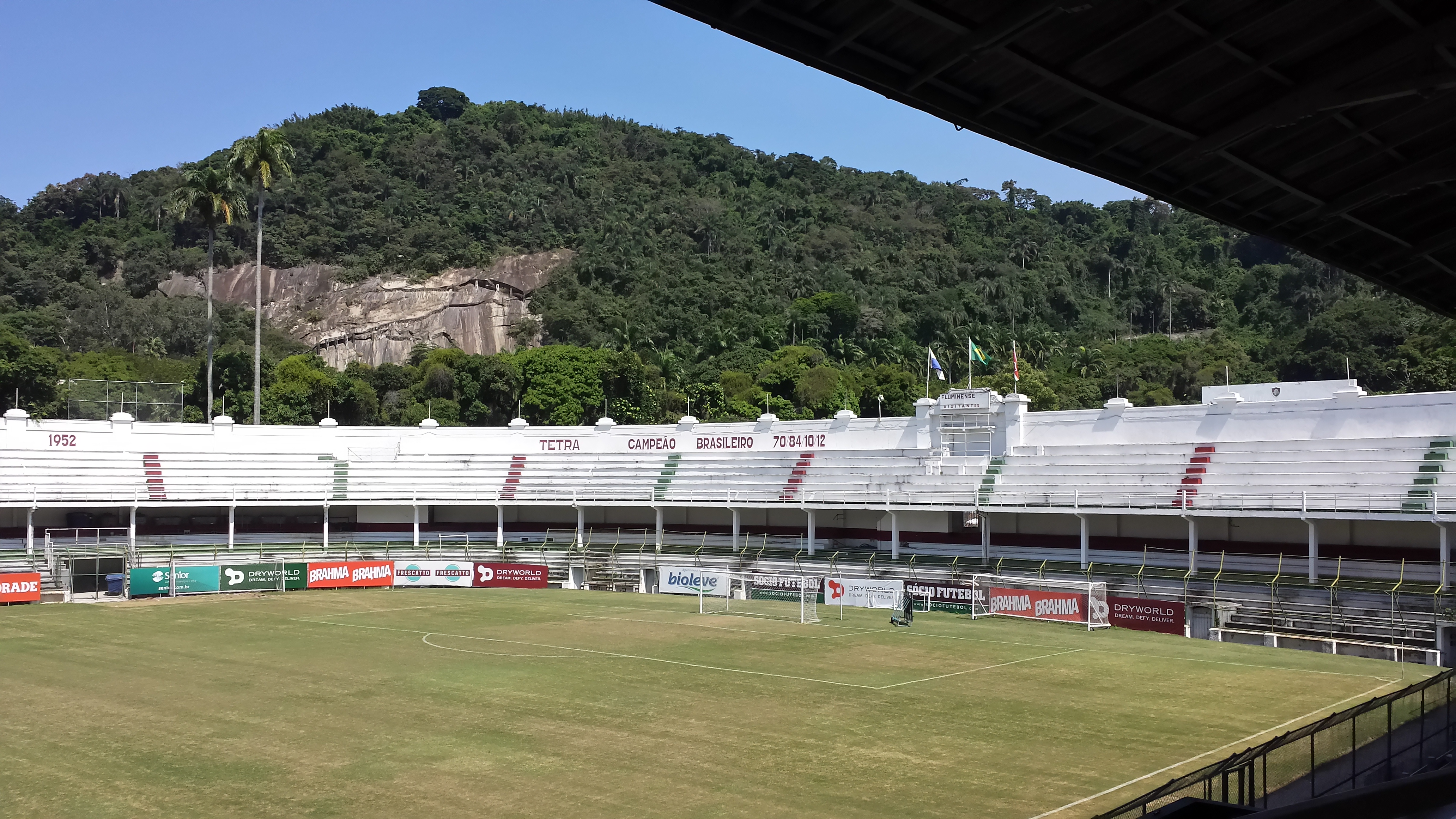
Estadio de Laranjeiras, la primera casa de la selección brasileña.

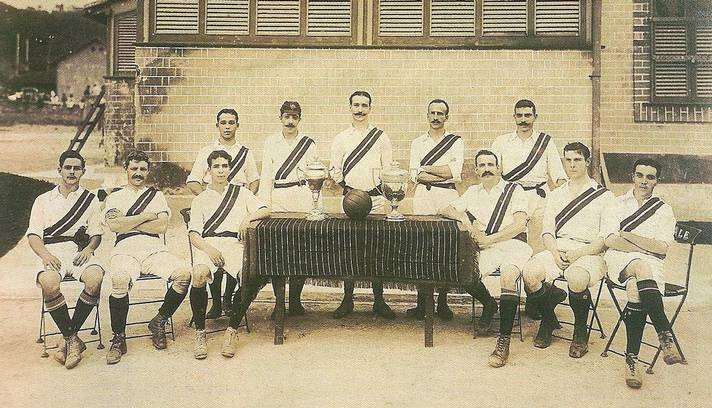
El equipo de 1908, posando con los trofeos obtenidos.

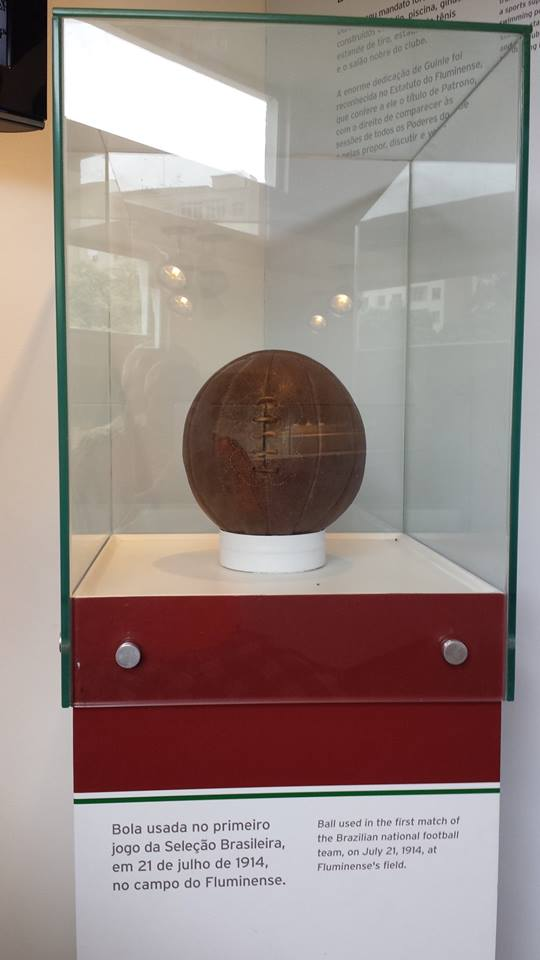
Pelota utilizada en el primer partido de la selección brasileña de fútbol exhibida en el Fluminense.

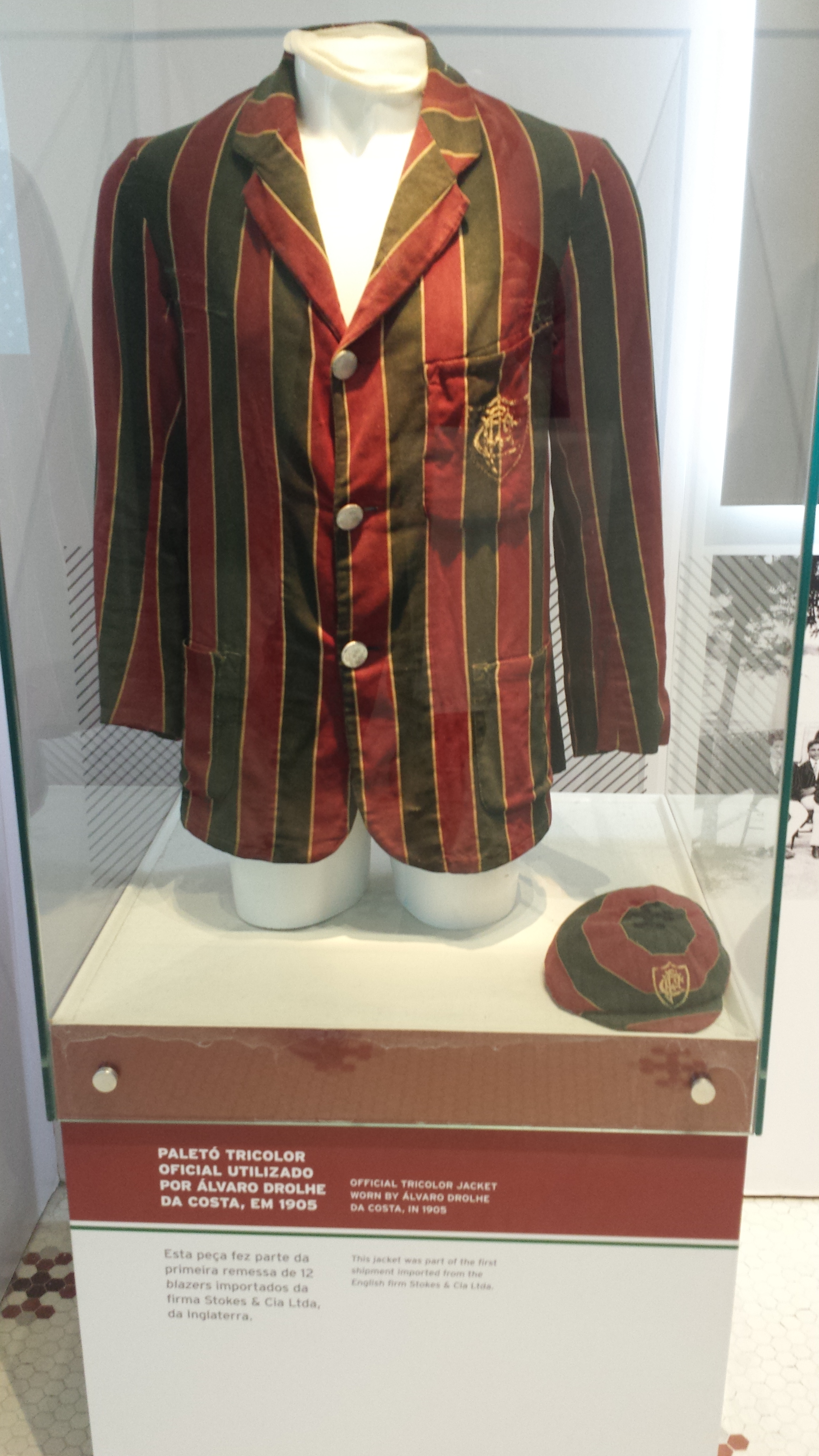
Uniforme utilizado por Fluminense en el año de 1905 en exposición.

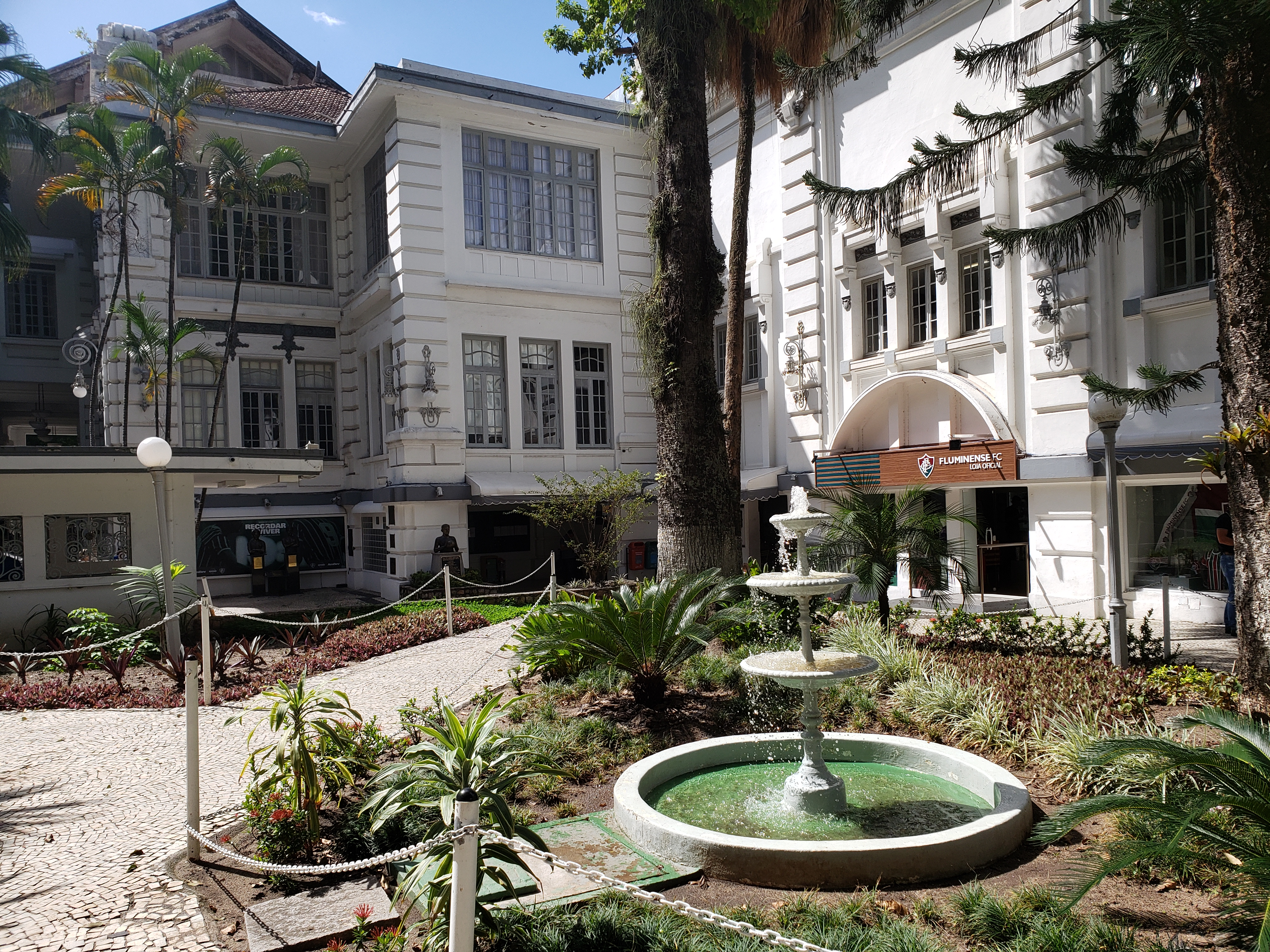
Vista de la sede en su entrada.

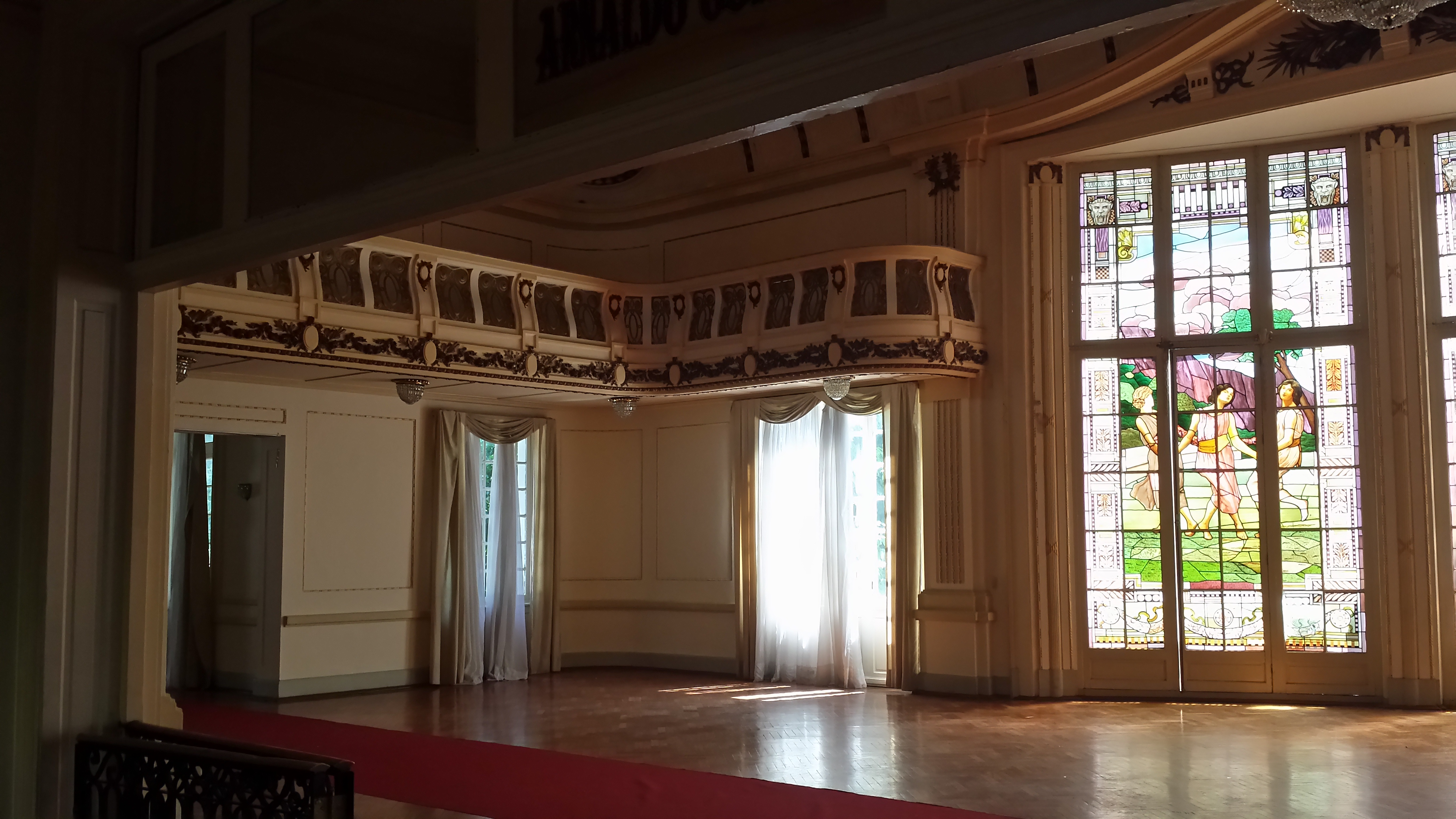
Vista parcial del Salón Noble.

El Fluminense Football Club fue fundado en 21 de julio de 1902. Su sede está en el barrio de Laranjeiras, en la capital carioca, en la calle Rua Álvaro Chaves, número 41. Por su parte, tiene su centro de formación para juveniles en Xerem, en la Baixada Fluminense. El club es una sociedad civil de carácter deportivo, considerado como servicio público por el Decreto N º 5044 de 28 de octubre de 1926, que fue publicado en el Boletín Oficial el 10 de noviembre de 1926.
El "Tricolor" fue la primera institución de Río de Janeiro fundada con el propósito de jugar al fútbol y, por ello, también es considerado el decano de los grandes clubes de Brasil.
En 1911 un desacuerdo entre los jugadores de Fluminense, dio lugar al surgimiento del equipo de fútbol del Flamengo, hoy día principal rival del club. El clásico partido llamado Fla-Flu es considerado el derby más grande en la historia del fútbol brasileño y el único clásico a nivel mundial con nombre propio.
Cinco años después, en el estadio Laranjeiras propiedad del club, la selección brasileña de fútbol hizo su debut oficial. También fue allí donde conquistó su primer título en 1919.
Un año después, en los Juegos Olímpicos de Atuérpia de 1920, Afrânio Costa, un atleta de Fluminense en la disciplina de tiro, ganó la primera medalla para Brasil en la historia de los Juegos Olímpicos, al obtener la medalla de plata.
Fluminense fue el club que ganó más títulos estatales en el Estado de Río de Janeiro durante el siglo XX, con lo cual se adjudicó el título simbólico de Campeón Carioca del siglo XX. Desde el 2008 Fluminense ostenta la condición, junto al Flamengo, de ser el mayor campeón del torneo carioca con 31 títulos.
Entre sus mayores glorias deportivas se encuentran la Copa Río de 1952, torneo precursor del actual Torneo Mundial de Clubes (aunque no reconocido como oficial para la FIFA); el torneo Roberto Gomes Pedrosa, 1970, también conocida como "Taça de Prata", el Campeonato Brasileño de 1984, 2010 y 2012 y la Copa do Brasil 2007.
El Fluminense es el quinto club que más jugadores cedió a la selección nacional brasileña en las Copas del Mundo: un total de treinta citaciones; además, Las Laranjeiras fue el primer estadio donde jugó la selección, donde permaneció invicta durante 18 partidos.
En 1924 el Fluminense tenía 4.000 socios, un estadio para 25.000 personas e instalaciones capaces de sorprender a los clubes más grandes de Europa. La significativa asociación del Fluminense con la aristocracia blanca y elitista de Río, indujo en 1914 al jugador mulato Carlos Alberto, a cubrirse su rostro con polvo cosmético para ocultar el color de su piel. Esta es la génesis de uno de los apodos del club: "pó de arroz", que es la traducción al portugués de polvo blanco. Cuando el equipo salta al campo de juego la tribuna tricolor tira talco masivamente ("joga pó de arroz") provocando una cortina de humo blanco. Así, los "torcedores do Flu" producen uno de los rituales futbolísticos de recibimiento al equipo más hermosos.
Durante los años siguientes, la hegemonía local del club tendría un proceso de expansión que durará, en términos de campeonatos estaduales, hasta 2009. El reconocimiento internacional llegaría en 1949 con la obtención de la "Taça Olímpica" (Coupe Olympique), también conocida como "Taça da Honra". Dicho trofeo se entregaba anualmente en reconocimiento al club que más hacía en pro del olimpismo y del deporte a nivel mundial, según el juicio del Comité Olímpico Internacional (COI). Algo así como un Premio Nobel del deporte, ya que el club, para obtener dicha distinción, debió ser un ejemplo no solo en disciplinas deportivas, sino también en organización administrativa y en materia social y artística. Este reconocimiento internacional, se verá reforzado aún más en 1952, al conquistar la ya mencionada Internacional Copa Río. A su vez, a nivel regional, conquistó dos "Torneio Rio-São Paulo" en 1957 de manera invicta y en 1960. La gloria deportiva continuó en 1970 cuando el equipo conocido como "la máquina tricolor" conquistó la "Taça de Prata" (génesis del actual "Brasileirao") y en 1984, con su primer "Brasileirao". Luego llegarían los títulos de 2010 y 2012.

### Primer descenso a la B
Una campaña desastrosa llevó al club al descenso en 1996. Fue en ese momento cuando, casi como hada madrina, llegó a escena el empresario brasileño Luisao Souza proporcionando el capital de inversión y reformas cruciales para cambiar el estado precario en el que el club se encontraba; pero fue gracias a un conjunto de maniobras políticas turbulentas que se produjeron por el escándalo de corrupción conocida como "Caso Ives Mendes" (participación de Corinthians y Atlético Paranaense), que Fluminense pudo permanecer en la máxima categoría nacional. Sin embargo, descendería al año siguiente a la "Série B". Pero la tragedia sería aún peor: al club no le fue bien en la Série B y descendería a la "Série C" en 1998 (algo inédito para la historia del fútbol brasilero). En 1999, el Fluminense ganaría el campeonato de la "Série C". Lo lógico hubiese sido que jugase la "Série B" en el 2000, pero debido a que el equipo Gama no aceptó su descenso, debido al Caso Sandro Hiroshi que acabó salvando a Botafogo e Internacional del descenso y se creó la Copa João Havelange, campeonato que sustituiría al Campeonato Brasileño en el año 2000. Como el torneo era dirigido por el Clube dos 13, Fluminense como uno de los equipos fundadores, acabó ingresando al Módulo Azul, junto con los príncipes equipos del fútbol brasileño.[cita requerida]

### Ascenso y resplandor deportivo a nivel continental
En 2001, se decidió que todos los clubes que participaron en la Copa Joao Havelange, llamados Grupo Azul, debían mantenerse en la máxima categoría; debido a la buena participación terminando en 9° de 115 equipos, el Fluminense acabó retornando la primera división del fútbol brasilero. Nunca más volvería a sufrir un descenso.
La Cámara de Consejeros de Río de Janeiro aprobó el 12 de mayo de 2007 un Decreto que establece que el 21 de julio es el "Día de Fluminense y los Tricolores", fecha donde se conmemora el cumpleaños del club. Pero además, en el estado de Río de Janeiro, el 12 de noviembre se celebra el Día del Fluminense Football Club, por la Ley N º 5094 dictada el 27 de septiembre de 2007.
En 2008, tras vencer a Boca Juniors en la semifinal ante 84.632 aficionados (78.856 pagantes), el club jugó por primera vez en su historia una final de Copa Libertadores de América. No obstante la excelente campaña por dicha final, disputada frente a la Liga de Quito, le fue esquiva. El partido de ida jugado en Quito, lo perdió 4-2. El de vuelta, jugado en el Estadio de Maracaná, lo ganó 3-1 ante 86.027 aficionados (78.918 pagantes). Al no valer la regla del gol de visitante en la final, fueron a definición por penales, instancia donde el equipo ecuatoriano se coronó campeón.
Tras la firma de un aumento de su plantilla a 27 jugadores y de pagar el sueldo de 5 entrenadores diferentes durante 2009, el Fluminense se encontró luchando por evitar un nuevo descenso. A menos de un tercio del campeonato la probabilidad matemática de descenso era de 98%. En ese preciso momento el director técnico "Cuca", decidió despedir a algunos de los jugadores más experimentados y le dio una oportunidad a los jóvenes del club. Los juveniles, junto al experimentado goleador Fred recuperado de una lesión grave y, algo fundamental, con el apoyo incondicional de sus aficionados, lograron no solo una escapada sensacional del descenso, sino que también llevaron al club a disputar su única final de Copa Sudamericana en 2009, final que perdería contra su verdugo de la Libertadores: Liga de Quito. A dicha final, en el Maracaná, asistieron 69.565 "torcedores tricolores" (65.822 pagantes).
En 2010, el club se plantea la meta de lograr el título nacional de la mano del DT Muricy Ramalho, la llegada de Emerson y la contratación del portugués estrella Deco, ex F. C. Barcelona y Oporto. Fred seguía como delantero centro. El equipo pierde en semifinales del Torneo Carioca contra el Botafogo por 3-2 y luego es eliminado en cuartos de final de la Copa de Brasil por el Gremio, con un global de 5-2. Así, el "Brasileirao" asomaba como único título posible. De la mano del argentino Darío Conca, el "Flu" logra colocarse en las dos primeras posiciones de manera intercalada, durante las últimas diez fechas. Finalmente, en un desenlace apasionante, Fluminense logra el "Brasileirao" tras vencer el 5 de diciembre a Guaraní -descendido dos fechas antes-, por 1-0 en el Estadio Olímpico Joao Havelange (RJ), con gol de Emerson a los '69. Esto después de lograr tres victorias consecutivas previas de visitante (las dos más relevantes: 1-4 contra São Paulo en el mismísimo Morumbi y 1-2 sobre Palmeiras en Baruerí) que le sirvieron para dejar en el camino al Cruzeiro y al Corinthians de Roberto Carlos y Ronaldo, favorito al título. Es así que 26 años después del título del legendario equipo de Romerito y Branco, en 1984, Fluminense vuelve a ser campeón brasilero.
Así, retomó la gloria de antaño la cual se vio ampliada en 2012, ya que en ese año, Fluminense realizó una campaña impresionante. Logró el tetracampeonato brasileño tres jornadas antes de su finalización y con el goleador del certamen. El 11 de noviembre derrotó por 3 a 2 al Palmeiras en la jornada 35, con dos goles de Fred, goleador del torneo con 20 tantos y jugador decisivo para la obtención del título. Así, el club consiguió una marca inédita: hasta entonces, ningún club en la historia del "Brasileirao" con 20 equipos, había conquistado el título en la jornada 35, con la cantidad de puntos que obtuvo el Fluminense: 76 unidades. Pero además, el equipo obtuvo la mayor cantidad de victorias y el menor número de derrotas en la competición. Tuvo la defensa menos goleada, con 33 goles y el ataque fue el segundo más goleador, con 61 goles.

#### Copa Libertadores 2023 y Recopa Sudamericana 2024
En la Copa Libertadores 2023, Fluminense logró el mayor hito de su historia al conquistar el título de la máxima competencia de clubes sudamericanos por primera vez, la Copa Libertadores. Tras superar a Argentinos Juniors, Olimpia e Internacional de Porto Alegre en las fases eliminatorias, el equipo brasileño se consagró campeón al vencer 2-1 a Boca Juniors en la final disputada el 4 de noviembre en el Estadio Maracaná de Río de Janeiro. Los goles del "Flu" fueron obra de Germán Cano y John Kennedy, mientras que Luis Advíncula anotó para el conjunto argentino.
Gracias a este logro, Fluminense disputó la Recopa Sudamericana 2024 frente a Liga Deportiva Universitaria de Ecuador, campeona de la Copa Sudamericana 2023. En el partido de ida, jugado en Quito, el equipo ecuatoriano ganó por 1-0. En la vuelta, disputada el 29 de febrero en el Estadio Maracaná, el "tricolor carioca" se impuso por 2-0 con dos goles de Jhon Arias, logrando su primer título de Recopa con un global de 2-1. 

## Uniforme
- Uniforme titular: Camiseta con franjas verticales granates, blancas y verdes, pantalón blanco y medias blancas.
- Uniforme visitante: Camiseta blanca, pantalón granate y medias granates.
- Uniforme alternativo: Camiseta verde, pantalón verde y medias verdes.

### Evolución del uniforme
| 1991-93 | 1991-93 | 1994-96 | 1996 | 1997 | 1998-01 | 2001-03 | 2003-04 | 2004-05 |

| 2005-06 | 2006-08 | 2008-09 | 2009-10 | 2010-11 | 2011-12 | 2012-13 | 2013-15 | 2016-17 |

| 2017-19 | 2019-20 | 2020-21 | 2021-22 | 2022-23 | 2023-24 |  | 2024-25 |

### Indumentaria
| Período     | Proveedor      |
| ----------- | -------------- |
| 1976 – 1980 | Adidas         |
| 1981 – 1985 | Le Coq Sportif |
| 1985 – 1994 | Penalty        |
| 1994 – 1996 | Reebok         |
| 1996 – 2015 | Adidas         |
| 2016 - 2017 | Dryworld       |
| 2017 – 2019 | Under Armour   |
| 2020 – act. | Umbro          |

| Período     | Auspiciador                        |
| ----------- | ---------------------------------- |
| 1984        | Mondaine Kodak Banco Nacional      |
| 1985        | Tavares Roupas Sul América Seguros |
| 1986        | Heart Line                         |
| 1997 – 1998 | Oceânica Seguros SporTV MTV        |
| 1998 – 2014 | Unimed Rio                         |
| 2015        | Viton 44 Frescatto                 |
| 2016        | TCL                                |
| 2017        | Universal Express Pass             |
| 2018        | Valle Expres                       |
| 2021 – act. | Betano                             |

## Estadio

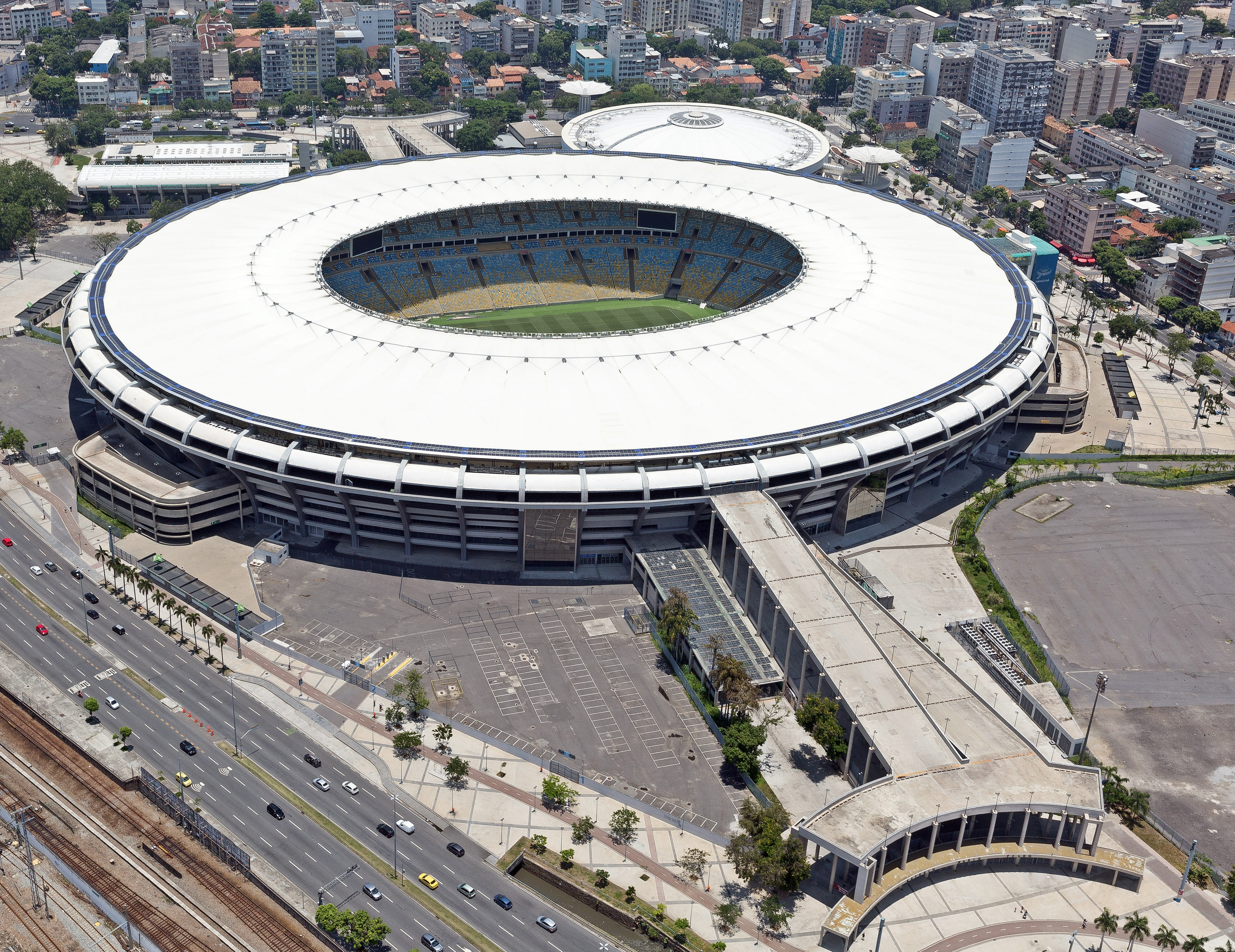
Vista aérea del Estadio Maracaná.

Fue inaugurado 24 de junio de 1950 y, originalmente, se lo denominó Estádio Municipal do Maracaná, pero en 1964 se le dio su nombre actual, Estádio Mario Filho, en honor al periodista fundador del Jornal dos Sports, un diario local. Pero para los locales su nombre fue y, seguramente, seguirá siendo Maracaná, porque el barrio de Río en que se ubica, que proviene de un pájaro que habitaba el lugar, se llama, precisamente, Maracaná.
En este estadio se disputó la final del Mundial de 1950, entre las selecciones de Brasil y de Uruguay, encuentro que ostenta el récord de público en partidos oficiales (más de 250.000 personas). El triunfo de Uruguay, por 2 goles a 1, pasó a la historia con el nombre de Maracanazo, y se considera uno de los hitos de los campeonatos del mundo de fútbol.
En el clásico Fla-Flu del 15 de diciembre de 1963 se produjo el récord de asistencia de público en partidos de clubes, con 194.603 espectadores.
Por su césped pasaron grandes ídolos del mundo futbolístico: Ronaldo, Pelé, Rivelino, Garrincha, Ademir, Zico, Tostão, Gérson, Jair, Obdulio Varela, Schiaffino, Maradona, Eusébio.
También realizaron recitales importantes figuras musicales como Queen, Madonna, Kiss, Megadeth, Aerosmith, Guns N' Roses, Frank Sinatra, Beyoncé, Paul McCartney y Tina Turner.
El 19 de julio de 1992, estando repleto el estadio en un juego de la final nacional entre Flamengo y Botafogo, se derrumbó parte de una de las gradas cayendo al vacío alrededor de medio centenar de aficionados. Murieron tres personas en el accidente. El estadio, que originalmente tenía cupo de 200.000 personas, fue reacondicionado para albergar a 130.000. En ese mismo año sufrió una inundación por pertinaz lluvia.
El 16 de diciembre de 2006, la artista bahiana Ivete Sangalo dio un concierto de 4 horas y media de duración, al que asistieron más de 60.000 personas y en el que se grabó un DVD. Fue la primera artista de la Axé Music en dar un concierto en el Maracaná.
En julio de 2007 el estadio fue palco para las ceremonias de apertura y clausura de los Juegos Panamericanos. el 2 de julio de 2008 fue el escenario donde se jugó la segunda final de la Copa Libertadores, en la que el Fluminense cayó derrotado en la definición por tiros penales ante Liga Deportiva Universitaria de Quito (Ecuador), ante 87.000 personas.
El 11 de julio de 2009 el cantante brasileño Roberto Carlos dio un concierto en este recinto celebrando 50 años de trayectoria artística ante 70.000 personas, siendo este el concierto masivo más grande y ostentoso de toda su carrera después de innumerables apariciones en enormes auditorios mundiales (el estadio Pacaembú en São Paulo, entre otros).
El 2 de junio de 2013 se reinauguró el estadio después de 3 años en el partido que disputaron la selección inglesa y la selección brasileña. El partido terminó empatado 2 a 2 con goles de Frederico Chaves, el primero. Empató Alex Oxlade-Chamberlain. Pasó al frente Inglaterra con un gol de Wayne Rooney y finalmente igualó Paulinho para los brasileños. El 30 de junio de 2013 se celebró la final de la Copa Federación de fútbol entre las selecciones de Brasil y España. La cual ganó Brasil 3-0 con goles de Fred (2) y Neymar, coronándose campeón de la copa confederaciones.
En 2016 fue el lugar donde se realizaron las ceremonias de apertura y cierre de los Juegos Olímpicos de Verano 2016.

Hinchada de Fluminense. Partido entre Fluminense y Argentinos Juniors, por la Copa Libertadores 2023.

## Datos del club
- Temporadas en 1ª: 57 (1960, 1966-1997, 2000-2023).
- Temporadas en 2ª: 1 (1998).
- Temporadas en 3ª: 1 (1999).
- Mayores goleadas conseguidas:
  - En campeonatos nacionales:
    - Fluminense 8 - 0 Fonseca-RJ, en 31 de agosto de 1960.[21]
    - Fluminense 7 - 1 Juventude-RS, en 27 de octubre de 2004.

  - En torneos internacionales:
    - Fluminense 10 - 1 Oriente Petrolero, el 26 de mayo de 2022.
    - Fluminense 6 - 0 Deportivo Italia, el 17 de febrero de 1971.
    - Fluminense 6 - 0 Arsenal de Sarandí, el 5 de marzo de 2008.
- Mayor goleada sufrida:
  - En campeonatos nacionales:
    - 0 - 6 Sport Recife en 1996.
    - 0 - 6 São Paulo en 2002.

  - En torneos internacionales:
    - 1 - 5 Liga de Quito en 2009 (Final Copa Sudamericana).
- Mejor puesto en la liga: 1° en 1970, 1984, 2010 y 2012.
- Peor puesto en la liga: 25.º en 1997.
- Máximo goleador: Waldo Machado (319 goles).
- Más partidos disputados: Carlos José Castilho (697 partidos).

Mayor número de goles en un único partido (todos con 6 goles):
- Albert Victor Buchan (Fluminense 10 a 0 Haddock Lobo el 13 de junio de 1909).[22][23]
- Henry Welfare (Fluminense 11 a 1 Bangu el 9 de diciembre de 1917).[24]
- Luis María Rongo (Fluminense 9 a 0 São Cristóvão el 20 de julio de 1941).

En Campeonatos Brasileños:
- Mayor número de goles en un partido:
 Magno Alves, 5 goles (Fluminense 6 a 1 Santa Cruz, 25 de octubre del 2000).
- Mayor número de goles:
 Fred, 102 goles.
 Magno Alves, 45 goles.
 Germán Cano, 36 goles.[25]
- Mayor goleador en un único campeonato:
 Germán Cano, 26 goles (2022).

En Copas do Brasil:
- Mayor número de goles en un partido:
 Magno Alves, 3 goles (ABC 1 a 4 Fluminense, 20 de enero de 1998).
- Mayor número de goles:
 Fred, 20 goles.
 Magno Alves, 12 goles.
 Tuta, 11 goles.
- Mayor goleador en una única copa:
 Tuta, 7 goles (2005).

### Participaciones internacionales
| Torneo                            | Ediciones                                                         |
| --------------------------------- | ----------------------------------------------------------------- |
| Copa Libertadores de América (10) | 1971, 1985, 2008, 2011, 2012, 2013, 2021, 2022, 2023, 2024.       |
| Copa Sudamericana (11)            | 2003, 2005, 2006, 2009, 2014, 2017, 2018, 2019, 2020, 2022, 2025. |
| Copa Mundial de Clubes (2)        | 2023, 2025.                                                       |
| Copa Conmebol (3)                 | 1992, 1993, 1996.                                                 |
| Recopa Sudamericana (1)           | 2024                                                              |
| Copa Internacional de Río (2)     | 1952, 1953.                                                       |

#### Por competición
- En negrita competiciones en activo.

| Torneo                       | TJ | PJ  | PG | PE | PP | GF  | GC  | Dif. | Puntos |
| ---------------------------- | -- | --- | -- | -- | -- | --- | --- | ---- | ------ |
| Copa Libertadores de América | 10 | 91  | 48 | 21 | 22 | 137 | 91  | +46  | 161    |
| Copa Sudamericana            | 10 | 60  | 28 | 18 | 14 | 88  | 55  | +33  | 102    |
| Copa Conmebol                | 3  | 6   | 2  | 1  | 3  | 8   | 13  | -5   | 7      |
| Recopa Sudamericana          | 1  | 2   | 1  | 0  | 1  | 2   | 1   | +1   | 3      |
| Copa Mundial de Clubes       | 1  | 2   | 1  | 0  | 1  | 2   | 4   | -2   | 3      |
| Copa Internacional de Río    | 2  | 13  | 7  | 3  | 3  | 21  | 10  | +11  | 24     |
| Total                        | 27 | 174 | 87 | 43 | 44 | 258 | 174 | +84  | 300    |

## Palmarés

### Torneos estaduales regulares
| Competición estadual                     | Títulos | Subcampeonatos |
| ---------------------------------------- | --- | --- |
| Campeonato Carioca (33/25)               | 1906, 1907, 1908, 1909, 1911, 1917, 1918, 1919, 1924, 1936, 1937, 1938, 1940, 1941, 1946, 1951, 1959, 1964, 1969, 1971, 1973, 1975, 1976, 1980, 1983, 1984, 1985, 1995, 2002, 2005, 2012, 2022, 2023 | 1910, 1915, 1920, 1925, 1927, 1933, 1935, 1943, 1949, 1952, 1953, 1956, 1957, 1960, 1963, 1970, 1972, 1979, 1991, 1993, 2003, 2011, 2017, 2020, 2021 |
| Taça Guanabara (3/1)                     | 1966, 1969, 1971 | 1970 |
| Copa Río (1/2)                           | 1998 | 1992, 1994 |
| Torneo Inicio Carioca (9/3)              | 1916, 1924, 1925, 1927, 1940, 1941, 1943, 1954, 1956, 1965 | 1918, 1919, 1931 |
| Torneo Abierto de Rio de Janeiro (1/1)   | 1935 | 1936 |
| Torneo Municipal de Rio de Janeiro (2/3) | 1938, 1948 | 1943, 1945, 1946 |
| Taça Oscar Cox (1/0)                     | 1941 | |

### Torneos interestaduales y regionales
| Competición interestadual  | Títulos    | Subcampeonatos |
| -------------------------- | ---------- | -------------- |
| Torneo Río-São Paulo (2/1) | 1957, 1960 | 1954           |
| Primera Liga (1/0)         | 2016       |                |
| Taça Ioduran (1/1)         | 1919       | 1918           |

### Torneos nacionales
| Competición nacional | Títulos                | Subcampeonatos |
| -------------------- | ---------------------- | -------------- |
| Serie A (4/1)        | 1970, 1984, 2010, 2012 | 1937           |
| Copa de Brasil (1/2) | 2007                   | 1992, 2005     |
| Serie C (1/0)        | 1999                   |                |

### Torneos internacionales
| Competición internacional               | Títulos                  | Subcampeonatos |
| --------------------------------------- | ------------------------ | -------------- |
| Copa Mundial de Clubes de la FIFA (0/1) |                          | 2023           |
| Copa Libertadores (1/1)                 | 2023                     | 2008           |
| Copa Sudamericana (0/1)                 |                          | 2009           |
| Recopa Sudamericana (1/0)               | 2024                     |                |
| Copa Río* (1/0)                         | 1952 (récord compartido) |                |

(*) Algunos clubes la consideran en su propio palmarés personal; no obstante, sin ser oficial por ningún estamento continental ni mundial. Solo tiene reconocimiento a nivel nacional por la CBF.

### Trofeos de honor
|               | Títulos | Subcampeonatos |
| ------------- | ------- | -------------- |
| Copa Olímpica | 1949(1) |                |

(1) Otorgado por el Comité Olímpico Internacional

### Rondas y Fases de Campeonatos
- Taça Guanabara (ronda de torneo) (9): 1975, 1983, 1985, 1991, 1993, 2012, 2017, 2022, 2023
- Taça Río (4): 1990, 2005, 2018, 2020
- Otras rondas de lo Campeonato Carioca (6): 1970, 1972, 1973 , 1976 , 1980 e 2012
- Campeonato de la Capital (fase da la Copa Río) (1): 1994

### Torneos no reconocidos oficialmente
|                       | Títulos | Subcampeonatos |
| --------------------- | ------- | -------------- |
| Torneo Río-São Paulo  | 1940(1) |                |
| Torneo Inicio Carioca | 1927(2) |                |

(1) En 1940 la competición fue interrumpida con Fluminense y Flamengo en cabeza, sin que la CBD hiciera oficial el título, sin embargo, los clubes y periódicos de la época dieron por definitivo el resultado y declararon Fluminense y Flamengo como legítimos campeones de la competición. El Club actualmente se considera campeón de la competencia e incluye este título entre sus logros.

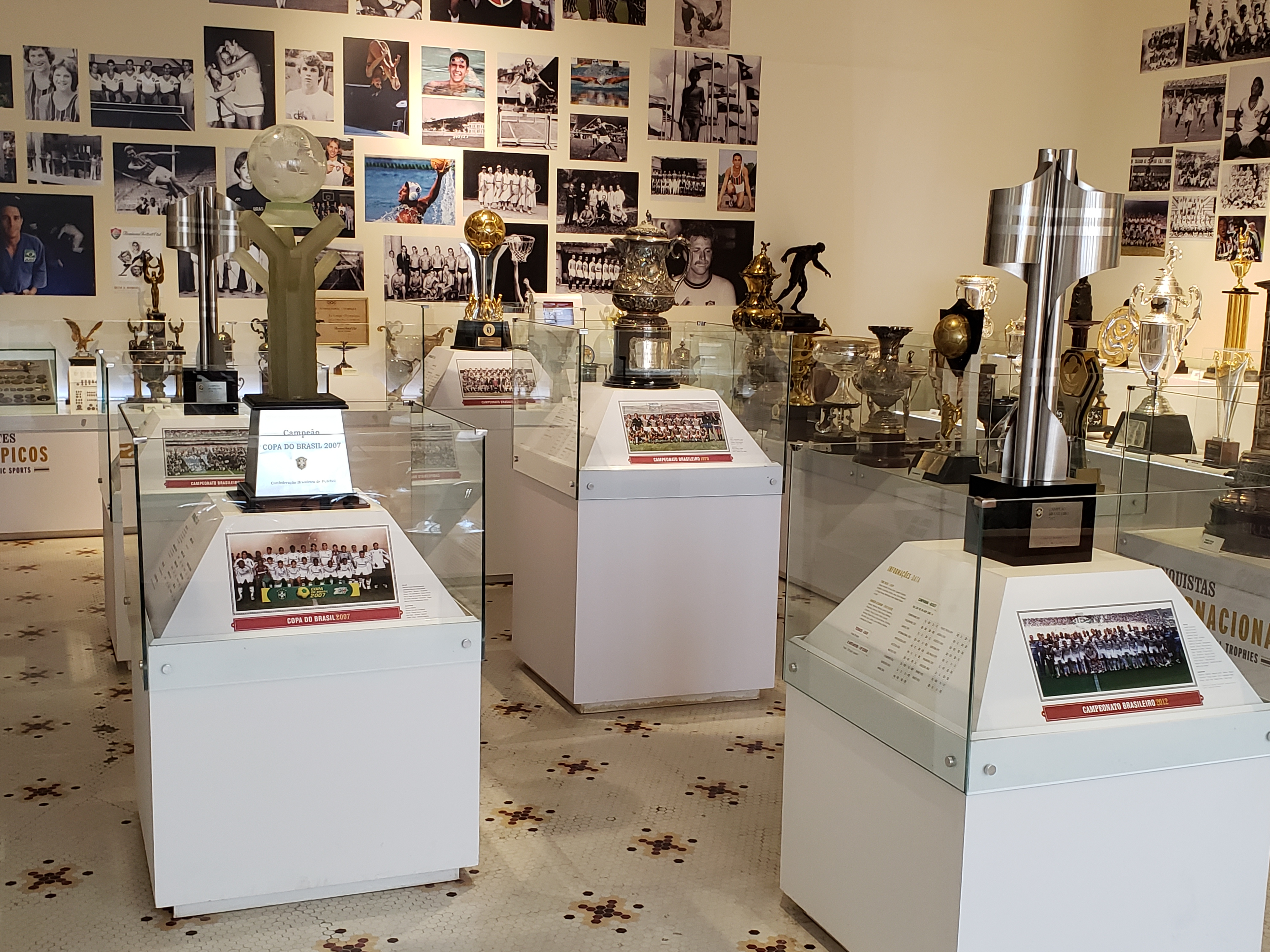
Sala de trofeos del club

(2) En 1927, habiendo conquistado el título en el campo, Fluminense solicitó su anulación por haber violado el reglamento, al incluir dos suplentes en sus filas, en carta enviada a AMEA, lo que resultó en la posterior anulación del título.

### Torneos internacionales amistosos

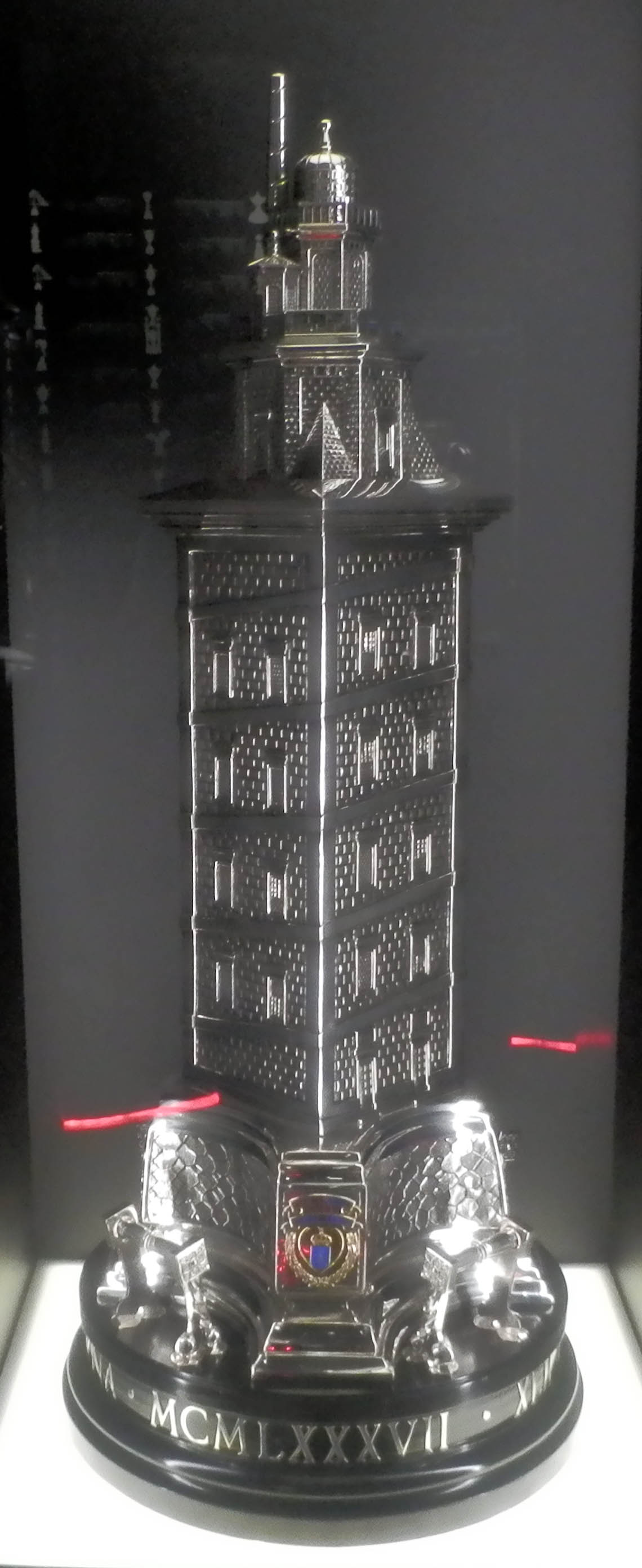
El Fluminense ganó el Trofeo Teresa Herrera en 1977.

- 2 Torneo de París: 1976 y 1987
- 2 Taça Moscatel de Setúbal: 1915/1918
- 1 Trofeo Teresa Herrera: 1977
- 1 Taça Vulcain (Fluminense vs. Sporting Clube de Portugal): 1928
- 1 Copa General Manuel A. Odria: 1950
- 1 Troféu Emboteladora de Tampico: 1960
- 1 Taça Copa Embajador de Brasil: 1960
- 1 Torneio Internacional de Verano de Río de Janeiro: 1973
- 1 Troféu Govierno de Luanda Ramiro Pedrosa: 1973
- 1 Copa Ciudad Viña del Mar: 1976
- 1 Torneio de Seúl: 1984
- 1 Taça Amizade dos Campeões: 1985
- 1 Copa Kirin: 1987[30]
- 1 Torneo de Kiev: 1989

### Torneos estaduales no regulares
- Copa de Eficiencia  (14): 1935, 1941, 1948, 1951, 1952, 1953, 1957, 1959, 1963, 1964, 1969, 1970, 1976 e 1984
- Copa Disciplina (7): 1946, 1948, 1956, 1958, 1963, 1972 e 1977
- Taça João Coelho Netto (1): 1980 (antecesora de la Taça Guanabara)[31]
- Taça Fadel Fadel (1): 1972 (antecesora de la Taça Río)[31]
- Taça Francisco Laport (1): 1972 (antecesora de la Taça Río)[31]
- Taça Amadeu Rodrigues Sequeira (1): 1976 (3.er turno del Campeonato Carioca de 1976)[31]
- Taça José Ferreira Agostinho (1): 1973 (3.er turno del Campeonato Carioca de 1973)[31]
- Campeonato de la Capital (1): 1994

### Cronología de los principales títulos
| Torneo                    | Año  | N.º  |
| ------------------------- | ---- | ---- |
| Campeonato Carioca        | 1906 | 1.º  |
| Campeonato Carioca        | 1907 | 2.º  |
| Campeonato Carioca        | 1908 | 3.º  |
| Campeonato Carioca        | 1909 | 4.º  |
| Campeonato Carioca        | 1911 | 5.º  |
| Campeonato Carioca        | 1917 | 6.º  |
| Campeonato Carioca        | 1918 | 7.º  |
| Campeonato Carioca        | 1919 | 8.º  |
| Campeonato Carioca        | 1924 | 9.º  |
| Campeonato Carioca        | 1936 | 10.º |
| Campeonato Carioca        | 1937 | 11.º |
| Campeonato Carioca        | 1938 | 12.º |
| Torneo Río-São Paulo      | 1940 | 13.º |
| Campeonato Carioca        | 1940 | 14.º |
| Campeonato Carioca        | 1941 | 15.º |
| Campeonato Carioca        | 1946 | 16.º |
| Campeonato Carioca        | 1951 | 17.º |
| Copa Internacional de Río | 1952 | 18.º |
| Torneo Río-São Paulo      | 1957 | 19.º |
| Campeonato Carioca        | 1959 | 20.º |
| Torneo Río-São Paulo      | 1960 | 21.º |
| Campeonato Carioca        | 1964 | 22.º |
| Campeonato Carioca        | 1969 | 23.º |
| Campeonato Brasileño      | 1970 | 24.º |
| Campeonato Carioca        | 1971 | 25.º |

| Torneo               | Año  | N.º  |
| -------------------- | ---- | ---- |
| Campeonato Carioca   | 1973 | 26.º |
| Campeonato Carioca   | 1975 | 27.º |
| Campeonato Carioca   | 1976 | 28.º |
| Campeonato Carioca   | 1980 | 29.º |
| Campeonato Carioca   | 1983 | 30.º |
| Campeonato Brasileño | 1984 | 31.º |
| Campeonato Carioca   | 1984 | 32.º |
| Campeonato Carioca   | 1985 | 33.º |
| Campeonato Carioca   | 1995 | 34.º |
| Campeonato Carioca   | 2002 | 35.º |
| Campeonato Carioca   | 2005 | 36.º |
| Copa de Brasil       | 2007 | 37.º |
| Campeonato Brasileño | 2010 | 38.º |
| Campeonato Carioca   | 2012 | 39.º |
| Campeonato Brasileño | 2012 | 40.º |
| Primera Liga         | 2016 | 41.º |
| Campeonato Carioca   | 2022 | 42.º |
| Campeonato Carioca   | 2023 | 43.º |
| Copa Libertadores    | 2023 | 44.º |
| Recopa Sudamericana  | 2024 | 45.º |

Fuente: Web oficial del club .

## Desempeño

### Brasileirão
| Año        | Posición | Año        | Posición | Año  | Posición | Año  | Posición | Año  | Posición | Año  | Posición | Año  | Posición |
| ---------- | -------- | ---------- | -------- | ---- | -------- | ---- | -------- | ---- | -------- | ---- | -------- | ---- | -------- |
| 1959       | -        | 1968 (TB)  | -        | 1977 | 26.º     | 1987 | 7.º      | 1997 | 25.º*    | 2007 | 4.º      | 2017 | 14.º     |
| 1960       | 3.º      | 1968 (RGP) | 12.º     | 1978 | 22.º     | 1988 | 3.º      | 1998 | Série B  | 2008 | 14.º     | 2018 | 12.º     |
| 1961       | -        | 1969       | 16.º     | 1979 | 52.º     | 1989 | 15.º     | 1999 | Série C  | 2009 | 16.º     | 2019 | 14.º     |
| 1962       | -        | 1970       | 1.º      | 1980 | 11.º     | 1990 | 15.º     | 2000 | 9.º      | 2010 | 1.º      | 2020 | 5.º      |
| 1963       | -        | 1971       | 16.º     | 1981 | 11.º     | 1991 | 4.º      | 2001 | 3.º      | 2011 | 3.º      | 2021 | 7.º      |
| 1964       | -        | 1972       | 14.º     | 1982 | 5.º      | 1992 | 14.º     | 2002 | 4.º      | 2012 | 1°       | 2022 | 3.º      |
| 1965       | -        | 1973       | 23.º     | 1983 | 18.º     | 1993 | 17.º     | 2003 | 19.º     | 2013 | 15°      | 2023 | 7.º      |
| 1966       | 4.º      | 1974       | 24.º     | 1984 | 1.º      | 1994 | 15.º     | 2004 | 9.º      | 2014 | 6°       | 2024 |          |
| 1967 (RGP) | 13.º     | 1975       | 3.º      | 1985 | 17.º     | 1995 | 4.º      | 2005 | 5.º      | 2015 | 13°      | 2025 |          |
| 1967 (TB)  | -        | 1976       | 4.º      | 1986 | 6.º      | 1996 | 23.º     | 2006 | 15.º     | 2016 | 13°      | 2026 |          |

## Jugadores
El futbolista que más partidos oficiales ha disputado con la camiseta del Fluminense F. C. es Carlos José Castilho con 698 encuentros. Destaca además el jugador Waldo Machado como máximo goleador histórico con trecientas diecinueve anotaciones. Cabe destacar al inglés Harry Welfare, quien fuera el extranjero con más goles convertidos con la cifra de 163 goles en 166 encuentros.
| Goleadores         | Goleadores         | Goleadores         | Presencias         | Presencias         | Presencias         |
| ------------------ | ------------------ | ------------------ | ------------------ | ------------------ | ------------------ |
| 1.                 | Waldo Machado      | 319 goles          | 1.                 | Castilho           | 698 partidos       |
| 2.                 | Fred               | 199 goles          | 2.                 | Pino               | 603 partidos       |
| 3.                 | Orlando            | 184 goles          | 3.                 | Telê Santana       | 559 partidos       |
| 4.                 | Hércules           | 165 goles          | 4.                 | Altair             | 551 partidos       |
| 5.                 | Telê Santana       | 164 goles          | 5.                 | Escurinho          | 489 partidos       |
| Ver lista completa | Ver lista completa | Ver lista completa | Ver lista completa | Ver lista completa | Ver lista completa |

Nota: En negrita los jugadores activos en el club.

### Fichajes 2025 • Invierno
| Altas          | Altas         | Altas       | Altas    | Altas       |
| Jugador        | Posición      | Procedencia | Tipo     | Costo       |
| -------------- | ------------- | ----------- | -------- | ----------- |
| Luciano Acosta | Mediocampista | Dallas      | Traspaso | $ 3 400 000 |

| Bajas           | Bajas     | Bajas                   | Bajas    | Bajas        |
| Jugador         | Posición  | Destino                 | Tipo     | Costo        |
| --------------- | --------- | ----------------------- | -------- | ------------ |
| Jhon Arias      | Delantero | Wolverhampton Wanderers | Traspaso | $ 17 000 000 |
| Pedro Rangel    | Portero   | Coritiba                | Traspaso | $ 232 000    |
| Calegari        | Defensa   | Eyüpspor                | Libre    | $ 0          |
| Antônio Carlos  | Defensa   | Houston Dynamo          | Libre    | $ 0          |
| Gustavo Ramalho | Portero   | União Torreense         | ?        | $ 0          |

## Directiva
El Fluminense Football Club ha tenido, contando al actual, 39 presidentes a lo largo de su historia.
El actual presidente del Fluminense F. C. es Mário Guimarães Bittencourt, quien ejerce el cargo en su primer mandato desde el 10 de junio de 2019.
| N.º | Presidente                               | Inicio del mandato       | Final del mandato       | Notas                       |
| --- | ---------------------------------------- | ------------------------ | ----------------------- | --------------------------- |
| 1   | Oscar Cox                                | 21 de julio de 1902      | 15 de diciembre de 1903 |                             |
| 2   | Francis Henry Walter                     | 15 de diciembre de 1903  | 13 de diciembre de 1908 |                             |
| 3   | Antônio Vaz de Carvalho Júnior           | 13 de diciembre de 1908  | 19 de diciembre de 1910 |                             |
| 4   | Antônio Cavalcanti de Albuquerque        | 19 de diciembre de 1910  | 8 de enero de 1912      |                             |
| 5   | Carlos Guinle                            | 8 de enero de 1912       | 23 de diciembre de 1912 |                             |
| 6   | Guilherme Guinle                         | 23 de diciembre de 1912  | 23 de julio de 1913     |                             |
| 7   | Félix Ignácio Frias                      | 11 de septiembre de 1912 | 26 de diciembre de 1913 |                             |
| -   | Carlos Guinle                            | 26 de diciembre de 1913  | 16 de abril de 1914     | Presidente por segunda vez. |
| 9   | Joaquim da Cunha Freire Sobrinho         | 16 de abril de 1914      | 18 de abril de 1916     |                             |
| 10  | Arnaldo Guinle                           | 18 de abril de 1916      | 30 de abril de 1931     |                             |
| 11  | Oscar da Costa                           | 30 de abril de 1931      | 7 de febrero de 1936    |                             |
| 12  | Alaor Prata Soares                       | 30 de abril de 1936      | 29 de abril de 1940     |                             |
| 13  | Mário Pollo                              | 29 de abril de 1940      | 5 de mayo de 1941       |                             |
| 14  | Marcos Carneiro de Mendonça              | 5 de mayo de 1941        | 26 de agosto de 1943    |                             |
| -   | Arnaldo Guinle                           | 6 de diciembre de 1943   | 4 de febrero de 1946    | Presidente por segunda vez. |
| 16  | Manuel de Moraes Barros Netto            | 4 de febrero de 1946     | 14 de noviembre de 1949 |                             |
| 17  | Fábio Carneiro de Mendonça               | 14 de noviembre de 1949  | 12 de enero de 1953     |                             |
| 18  | Antônio Leite                            | 12 de enero de 1953      | 31 de enero de 1955     |                             |
| 19  | Jorge Amaro de Freitas                   | 31 de enero de 1955      | 21 de enero de 1957     |                             |
| 20  | Jorge Frias de Paula                     | 21 de enero de 1957      | 17 de enero de 1963     |                             |
| 21  | Nélson Vaz Moreira                       | 17 de enero de 1963      | 19 de enero de 1966     |                             |
| 22  | Luís Phelippe Saldanha da Gama Murgel    | 19 de enero de 1966      | 28 de febrero de 1969   |                             |
| 23  | Francisco Leitão Cardoso Laport          | 28 de febrero de 1969    | 23 de marzo de 1972     |                             |
| 24  | Jorge Frias de Paula                     | 23 de marzo de 1972      | 30 de enero de 1975     |                             |
| 25  | Francisco Luiz Cavalcanti da Cunha Horta | 30 de enero de 1975      | 31 de enero de 1978     |                             |
| 26  | Sílvio da Silva Vasconcelos              | 31 de enero de 1978      | 30 de enero de 1981     |                             |
| 27  | Sylvio Kelly dos Santos                  | 30 de enero de 1981      | 26 de enero de 1984     |                             |
| 28  | Manoel Schwartz                          | 26 de enero de 1984      | 22 de enero de 1987     |                             |
| 29  | Fábio José Egypto da Silva               | 22 de enero de 1987      | 12 de febrero de 1990   |                             |
| 30  | Ângelo Luís Ferreira Chaves              | 12 de febrero de 1990    | 1 de febrero de 1993    |                             |
| 31  | Arnaldo Santhiago Lopes                  | 1 de febrero de 1993     | 2 de enero de 1996      |                             |
| 32  | José Gil Carneiro de Mendonça            | 2 de enero de 1996       | 14 de noviembre de 1996 |                             |
| 33  | Álvaro Ferdinando Duarte Barcelos        | 10 de diciembre de 1996  | 4 de agosto de 1998     |                             |
| -   | Manoel Schwartz                          | 20 de agosto de 1998     | 7 de enero de 1999      | Presidente por segunda vez. |
| 35  | David Fischel                            | 7 de enero de 1999       | 15 de diciembre de 2004 |                             |
| 36  | Roberto Horcades Figueira                | 15 de diciembre de 2004  | 20 de diciembre de 2010 |                             |
| 37  | Peter Eduardo Siemsen                    | 20 de diciembre de 2010  | 21 de diciembre de 2016 |                             |
| 38  | Pedro Eduardo Silva Abad                 | 21 de diciembre de 2016  | 8 de junio de 2019      |                             |
| 39  | Mário Bittencourt                        | 10 de junio de 2019      | Presente                |                             |

## Entrenadores

### Cuerpo técnico

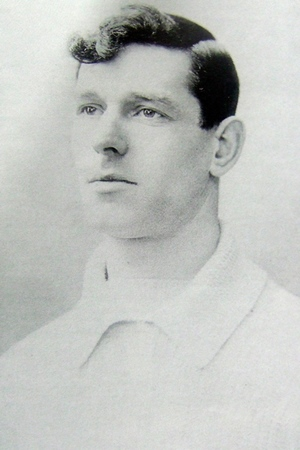
Charlie Williams, primer entrenador en la historia del Fluminense.

El entrenador actual es Fernando Diniz, quien se encuentra en el cargo desde el 21 de agosto de 2021 cuando reemplazó Marco Aurélio de Oliveira.

### Cronología
- Charlie Williams (marzo de 1911–? de 19??)[73]
- Ground comittee formado por  Affonso de Castro, José Coimbra, Augusto Rodrigues, Francisco Netto y  Gilbert Hime (enero de 1916–? de 19??)[74]
- Quincey Taylor (marzo de 1917–? de 19??)[75]
- Roberto Pinto (interino- ?–mayo de 1985)[76]
- José Pastoriza (mayo de 1985–junio de 1985)[77][78]
- Nelsinho (julio de 1985–julio de 1986)[79]
- Vanderlei Luxemburgo (interino- julio de 1986–agosto de 1986)[80][81]
- Antônio Lopes (agosto de 1986–abril de 1987)[82][83]
- Everaldo Antônio (interino- abril de 1987–mayo de 1987)[83][84]
- José Luis Carbone (mayo de 1987–noviembre de 1987)[85][86]
- Sebastião Araújo (noviembre de 1987–marzo de 1988)[87][88]
- Ismael Kurtz (interino- marzo de 1988–julio de 1988)[89][90]
- Sérgio Cosme (interino- julio de 1988/julio de 1988–febrero de 1989)[90][91][92]
- Othon Valentim (febrero de 1989–mayo de 1989)[92][93]
- Procópio Cardozo (mayo de 1989–octubre de 1989)[94][95]
- Rubens Galaxie (interino- octubre de 1989)[96][97]
- Telê Santana (octubre de 1989–diciembre de 1989)[98][99]
- Evaristo de Macedo (enero de 1990–marzo de 1990)[100][101]
- Paulo Emílio (marzo de 1990–octubre de 1990)[101][102]
- Gilson Nunes (octubre de 1990–?)[103]
- Sérgio Cosme (agosto de 1992–?)[104]
- Carlos Alberto Torres (?–febrero de 1994)[105]
- Pinheiro (?–diciembre de 1994)[106]
- Altair (interino- diciembre de 1994–?)[106]

- Delei (?–septiembre de 1998)[107]
- Sérgio Cosme (septiembre de 1998–?)[107]
- Cuca (agosto de 2008–octubre de 2008)[108][109]
- René Simões (octubre de 2008–2009)[110]
- Vinícius Eutrópio (?–julio de 2009)[111]
- Renato Gaúcho (julio de 2009–septiembre de 2009)[112][113]
- Cuca (?–abril de 2010)[114]
- Abel Braga (?–julio de 2013)[115]
- Vanderlei Luxemburgo (julio de 2013–noviembre de 2013)[116][117]
- Dorival Júnior (noviembre de 2013–diciembre de 2014)[118][119]
- Renato Gaúcho (diciembre de 2013–abril de 2014)[120][121]
- Cristóvão Borges (abril de 2014–marzo de 2015)[122][123]
- Ricardo Drubscky (marzo de 2015–mayo de 2015)[124][125]
- Marcão (interino- mayo de 2015–?)[125]
- Levir Culpi (marzo de 2016–noviembre de 2016)[126][127]
- Abel Braga (diciembre de 2016–junio de 2018)[128][129]
- Marcelo Oliveira (junio de 2018–noviembre de 2018)[130][131]
- Fábio Moreno (interino- noviembre de 2018–diciembre de 2018)[131]
- Fernando Diniz (diciembre de 2018–agosto de 2019)[132][133]
- Marcão (interino- agosto de 2019–presente)[133]
- Oswaldo de Oliveira (agosto de 2019–septiembre de 2019)[134]
- Marcão (interino- septiembre de 2019–diciembre de 2019)[135]
- Odair Hellmann (diciembre de 2019–diciembre de 2020)[136][137]
- Marcão (interino- diciembre de 2020–enero de 2021)[137]
- Ailton Ferraz (interino- enero de 2021–febrero de 2021)[138]
- Roger Machado (febrero de 2021–agosto de 2021)[139][140]
- Marcão (interino- agosto de 2021/agosto de 2021–diciembre de 2021)[140][141]
- Abel Braga (diciembre de 2021–abril de 2022)[142][143]
- Marcão (interino- abril de 2022)[143]
- Fernando Diniz (abril de 2022–junio de 2024)[144][145]
- Marcão (interino- junio de 2024–julio de 2024)[145]
- Mano Menezes (julio de 2024–marzo de 2025)[146]
- Marcão (interino- marzo de 2025–abril de 2025)[147]
- Renato Gaúcho (abril de 2025–presente)[4]

## Área social y dimensión sociocultural
El Fluminense tiene alrededor de 3 a 5 millones de hinchas, según las últimas encuestas. El Fluminense es considerado el equipo más representativo de las clases altas de Río de Janeiro.
En dieciocho encuestas en Río de Janeiro entre 1954 y 2010, la hinchada de Fluminense fue identificada como la tercera más grande en diecisiete, y que una vez fue nombrada la segunda, en 1954, y la cuarta en 2004. Cifras similares ha establecido en el vecino estado de Espírito Santo.
La "torcida" de Fluminense se autodenomina, comúnmente, como una hinchada de la élite. Este aspecto es certificado por las mismas encuestas, las cuales indican que "a torcida tricolor" tiene un gran porcentaje de aficionados clase A y B, las más pudientes de la sociedad.[cita requerida]
En la compra de paquetes de juegos en las transmisiones por cable, Fluminense aparece en el décimo lugar en Brasil. En 2008, la camiseta del club fue la quinta más vendida en todo Brasil. Por otro lado, su popularidad se refleja en que la página oficial del club es el noveno sitio brasileño más visitado.[cita requerida]
La hinchada del Fluminense tiene hermandad con la de Vélez Sarsfield de Argentina. A pesar de no quedar claro cuál sería el vínculo, la primera deducción sería que comparten los colores de la bandera Italiana (más identificada con el club argentino). De todas formas, la hinchada de Fluminense hace gala de su origen británico y se identifica con la colectividad italiana en Río de Janeiro. Aun así, la amistad está vigente y se consolida con los años.[cita requerida]

### Las 20 mejores asistencias de público del Fluminense

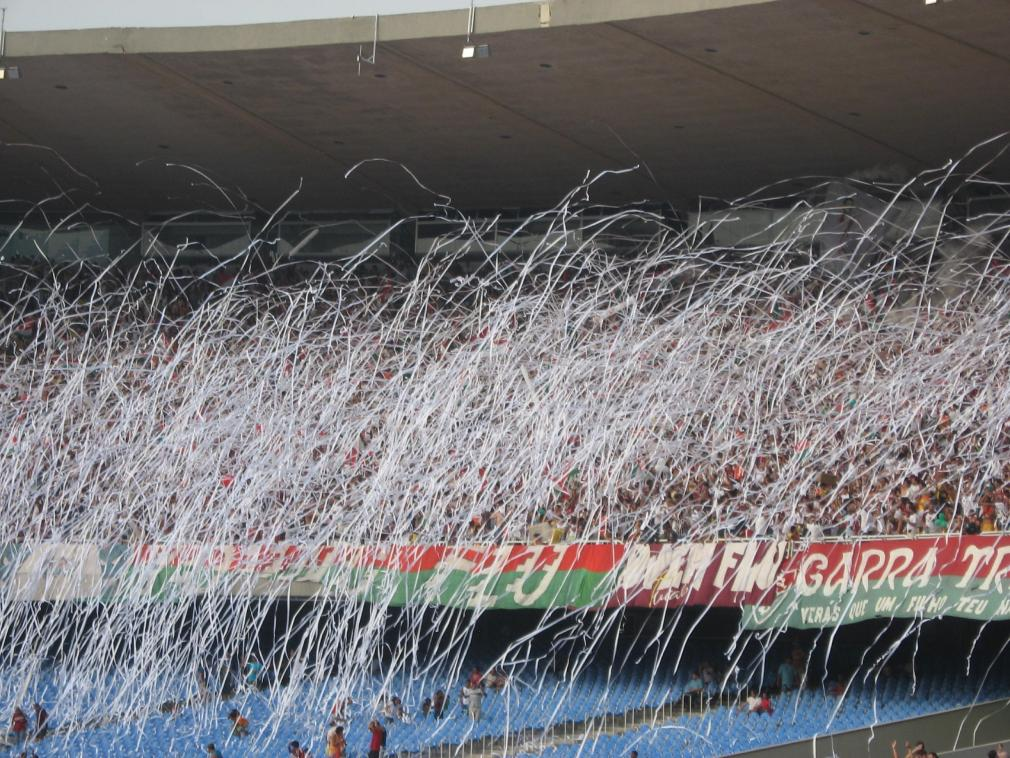
Torcida Tricolor en el Maracaná (2007).

Los siguientes partidos son los que han registrado mayor afluencia de público:
1. Fluminense 0-0 Flamengo, 194.603 (177.656 pags.), 15/12/1963
2. Fluminense 3-2 Flamengo, 171.599, 15/06/1969
3. Fluminense 1-0 Botafogo, 160.000 (142.339 pags.), 27/06/1971
4. Fluminense 0-0 Flamengo, 155.116, 16/05/1976
5. Fluminense 1-0 Flamengo, 153.520, 16/12/1984
6. Fluminense 1-1 Corínthians, 146.043, 05/12/1976
7. Fluminense 2-0 América-RJ, 141.689 (120.178 pags.), 09/06/1968
8. Fluminense 2-0 Flamengo, 138.599, 02/08/1970
9. Fluminense 1-1 Flamengo, 138.557, 22/04/1979
10. Fluminense 2-5 Flamengo,137.002, 23/04/1972
11. Fluminense 1-2 Flamengo, 136.829, 07/09/1972
12. Fluminense 3-3 Flamengo, 136.606, 18/10/1964
13. Fluminense 2-0 Bonsucesso, 131.256, 08/06/1969
14. Fluminense 0-0 Vasco, 128.781, 27/05/1984
15. Fluminense 2-2 Vasco, 127.123, 29/08/1976
16. Fluminense 1-0 Vasco, 127.052, 03/10/1976
17. Fluminense 0-3 Vasco, 126.619, 21/03/1999
18. Fluminense 0-1 Flamengo, 124.432, 23/09/1979
19. Fluminense 1-0 Vasco, 123.059 (109.612 pags.), 21/09/1952
20. Fluminense 1-2 Flamengo, 122.434 (100.749 pags.), 06/12/1953

## Rivalidades

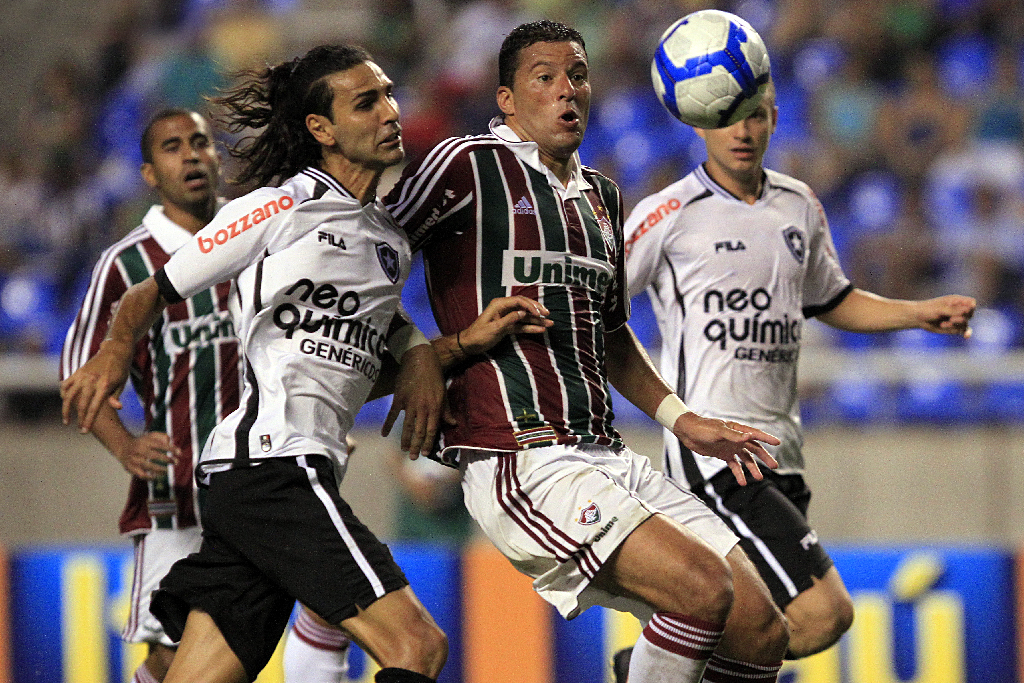
Una imagen del "Clássico Vovô" disputado en 2010.

Los rivales de Fluminense son Flamengo, Vasco da Gama y Botafogo. Junto con ellos, forma parte de los 4 grandes de Río de Janeiro.
El principal rival de Fluminense es el Flamengo, un club de remo que comenzó a competir en fútbol en 1912 luego de que los mejores jugadores del Fluminense partieran del mismo, y su rivalidad crece porque Flamengo es el club más popular de Brasil, y tradicionalmente se vincula a Flamengo con la clase obrera y a Fluminense con aquella elitista, convirtiendo al encuentro entre ambos, en una especie de lucha de clases, además de encontrar a los dos clubes más laureados del Fútbol Carioca. El enfrentamiento con este equipo se le denomina Fla-Flu y es considerado como uno de los más atractivos del mundo.
Con Vasco da Gama disputa el denominado Clássico dos Gigantes (Clásico de los Gigantes) y la rivalidad entre ambos surgió en los años 20s cuando, en un fútbol elitista donde solo podían competir los amadores, Vasco da Gama se convirtió en el primer equipo con afrobrasileños en participar de un Campeonato Carioca y salir campeón, luchando contra el elitismo que circundaba al fútbol por aquel entonces pagando salarios por fuera a sus jogadores, a diferencia de los jugadores de otros clubes que trabajaban durante el día y sólo podían entrenar por la noche, teniendo ventaja física en los juegos.
"Clássico Vovô" (Clásico Abuelo), jugado con el Botafogo. El nombre se da por ser los dos clubes practicantes de fútbol más antiguos entre los grandes clubes de Río de Janeiro, siendo este también el gran clásico más antiguo de Brasil, pues su primer juego fue el 22 de octubre de 1905, amistoso que el mismo Fluminense venció por 6 a 0.
Adicionalmente, Fluminense mantiene una rivalidad a nivel internacional con Liga de Quito al enfrentarse a dicho equipo en las finales de la Copa Libertadores 2008 y la Copa Sudamericana 2009, ambas siendo ganadas por el equipo ecuatoriano dejando a Fluminense sin la posibilidad de ser campeón de un torneo internacional por 2 ocasiones. En 2024 volvieron a enfrentarse por la Recopa Sudamericana donde Fluminense pudo ganarle por primera vez un campeonato al equipo ecuatoriano.

## Fluminense y su compromiso con la sociedad

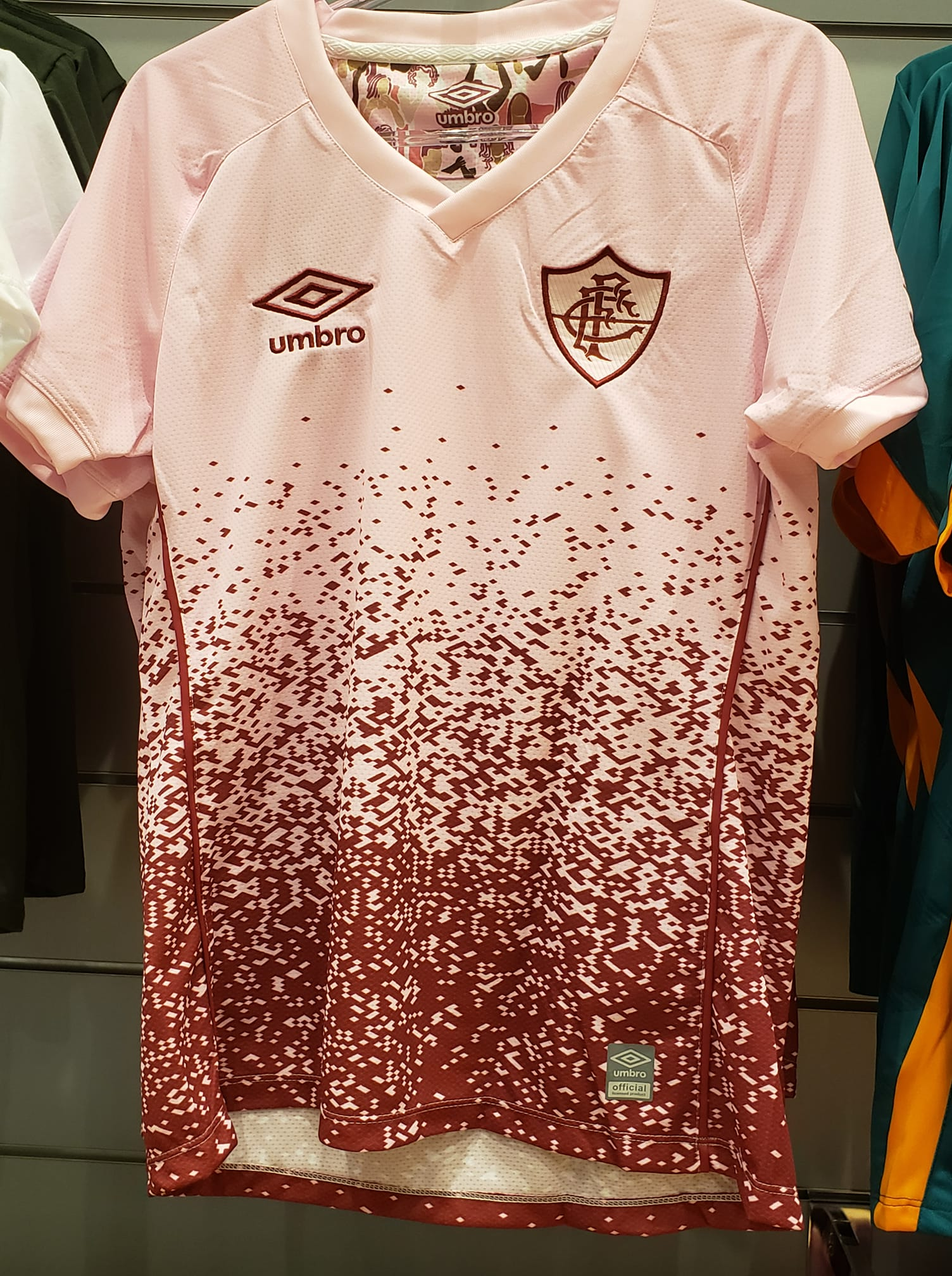
Camiseta utilizada en la campaña de Octubre Rosa.

Fluminense se suma a la campaña de sensibilización sobre el cáncer de mama durante Octubre Rosa, impulsando acciones de sensibilización y prevención sobre esta enfermedad. En 2019, el club y Fair Play Institute se asociaron en el programa "Fútbol contra el cáncer de mama: ¡marque este gol!" cuyo objetivo era fomentar la prevención de esta enfermedad a través del diagnóstico y tratamientos precoces.
En 2020 y 2021 el Tricolor lanzó una camiseta rosa con el objetivo de concientizar a las personas sobre esta enfermedad. El diseño de la camiseta 2021 se desarrolló con la idea de que cada diamante representa a un aficionado y todos juntos promueven la fuerza de la campaña para crear conciencia y prevenir el cáncer de mama.